# Tången-Rudshult
Tången-Rudshult är en av SCB avgränsad och namnsatt småort i Forshaga kommun. Den omfattar bebyggelse i Tången och Rudshult i Nedre Ulleruds distrikt (Nedre Ulleruds socken), strax norr om tätorten Forshaga och inte så långt söder om tätorten Deje. Vid avgränsningen 2915 hade den utökats med bebyggelsen i Östra Deje, men vid avgränsningen 2020 hade den delen åter bildat en separat småort.